# Grenadines, Saint Vincent và Grenadines
Grenadines là một giáo xứ hành chính thuộc Saint Vincent và Grenadines, nằm trên đảo Saint Vincent. Thủ phủ giáo xứ là Port Elizabeth.
- Diện tích: 43 km² (16 mi²)
- Dân số: 9,200 (ước tính năm 2000)

Giáo xứ bao gồm phần phía bắc của Quần đảo Grenadine, gồm các đảo:
- Đảo Young (Grenadines)
- Bequia
- Moonhole Rock
- Petite Nevis
- Quatre
- Bettowia
- Baliceaux
- Mustique
- Petite Mustique
- Savan
- Petite Canouan
- Canouan
- Mayreau
- The Tobago Cays
- Đảo Union
- Petit Saint Vincent
- Đảo Palm
- Mopion